# 政府 (スウェーデン)
政府（せいふ、Regeringen）は、スウェーデンの行政を司る機関。リクスダーゲンの議決に基づいて国会議長が任命する首相（statsminister）と、首相によって指名される他の国務大臣（statsråd）から構成される。

## 概要
1975年に現行憲法が改正される以前は、国王陛下の政府（Kungl. Maj:ts regering/Kungliga Majestäts regering）もしくは国王陛下の行政機関（Kungl. Maj:ts regeringskansli/Kungliga Majestäts regeringskansli）が正式な呼称であった。憲法改正に伴って国王が全ての政治的権能を公式に失ったために、「国王陛下の」の部分が削除されて現在の名称となった。メディアなどでは、定冠詞付きで、単に政府（Regeringen）と呼ばれる事が多いが、国際ニュースなどでは敢えてスウェーデン政府（Sveriges regering, 定冠詞なし）と呼称される場合もある。
国務大臣は首相及び各省の大臣の他、必要に応じて特定の分野を担当する特命大臣として各省に配置される事がある。スウェーデンの中央省庁は、政権交代時や、政権交代を伴わなくても総選挙直後等に、省庁の統合・改廃が日本よりも頻繁に行われる。日本の外局に相当するスウェーデンの官庁（○○ verket, Verket för ○○と呼称される）も統廃合や所管先の省の変更等が日本より高い頻度で行われる。このため、リクスダーゲンの総選挙（現行では4年毎、9月下旬）が行われる際は、その前後で官公庁がどのように変化したのか注意を払う必要がある。

## 行政機関
2022年10月の総選挙に伴う政権交代後の主な行政機関は以下の通り。
- 首相官邸 (Sveriges statsministrar tjänstebostad) - 主管大臣は首相
- 雇用省 (Arbetsmarknadsdepartementet) - 主管大臣は雇用・統合大臣
- 財務省 (Finansdepartementet) - 主管大臣は財務大臣
- 国防省 (Försvarsdepartementet) - 主管大臣は国防大臣
- 農村・インフラ省(landsbygdens infrastruktur) - 主管大臣は農村大臣
- 司法省 (Justitiedepartementet) - 主管大臣は司法大臣
- 文化省 (Kulturdepartementet) - 主管大臣は文化大臣
- 気候・企業省 (klimatföretag) - 主管大臣はエネルギー・ビジネス・産業大臣
- 保健社会省 (Hälso- och socialdepartementet) - 主管大臣は社会大臣
- 教育研究省 (Utbildnings- och forskningsdepartementet) - 主管大臣は教育大臣
- 外務省 (Utrikesdepartementet) - 主管大臣は外務大臣

上記の他、日本の外局に相当する、独立性の高い行政機関として委員会や庁がある。どの省が当該の委員会や庁を所管するのかは、省庁の統廃合同様に日本よりも頻繁に行われる。